# Stephanus Van Cortlandt
 (décembre 2015).
Si vous disposez d'ouvrages ou d'articles de référence ou si vous connaissez des sites web de qualité traitant du thème abordé ici, merci de compléter l'article en donnant les références utiles à sa vérifiabilité et en les liant à la section « Notes et références ».
Pour les articles homonymes, voir Cortlandt.
Stephanus Van Cortlandt (né le 7 mai 1643 et mort le 25 novembre 1700) fut le premier maire de la ville de New York né sur le sol américain. Il assura deux mandats relativement courts, le premier entre 1677 et 1678 et le second entre 1686 et 1688. La famille Van Cortlandt était très influente dans la ville, pendant la période de colonisation des anglais et des hollandais qui se disputèrent d'ailleurs sa possession au XVIIe siècle. Le deuxième plus grand parc de la ville, le Van Cortlandt Park, a ainsi été nommé en la mémoire de Stephanus. Il est à noter que l'un de ses frères, Jacobus Van Cortlandt fut également maire de la ville au début du XVIIe siècle.